# Plaques de matrícula del Vaticà

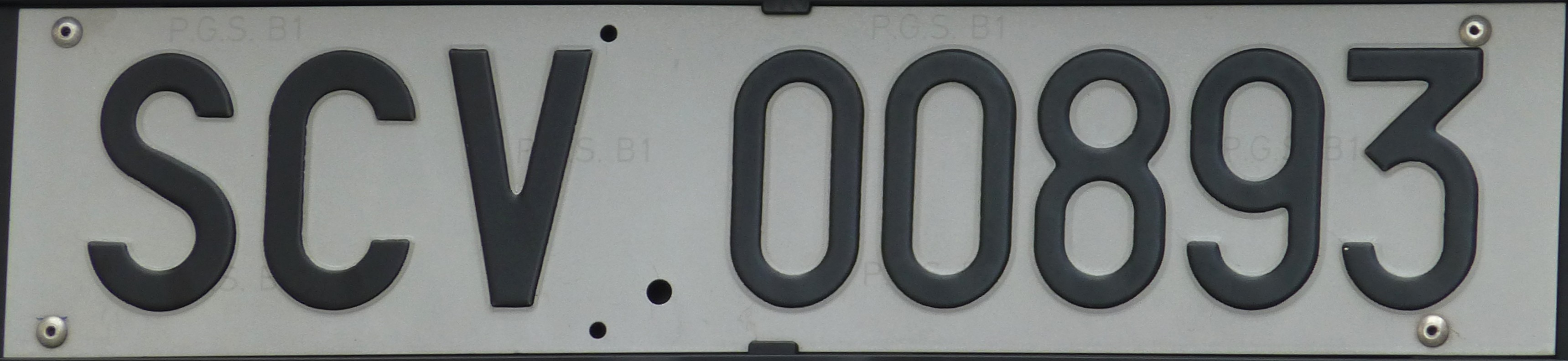
Model de matrícula (darrere) d'un vehicle oficial.

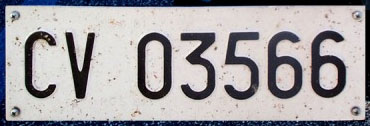
Model de matrícula (davant) de resident.

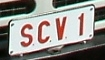
Matrícula del papamòbil.

Les plaques de matrícula dels vehicles del Vaticà inscrits al Registre de Vehicles del Vaticà (Registro Veicoli Vaticani - RVV) segueixen un sistema únic format per un codi de dues o tres lletres seguides de cinc xifres de color negre sobre un fons blanc (per exemple, SCV 12345) i regulat pel Reglament de circulació dels vehicles de 1930. El codi internacional dels país és V.

## Codis
Només existeixen dos codis, i aquests es lliuren en funció de qui és el propietari del vehicle:
- SCV, codi de Status Civitatis Vaticanae, pels vehicle oficials de l'estat i cossos de la Santa Seu (exemple, SCV 12345).
- CV, codi de Civitatis Vaticanae, vehicles de ciutadans amb residència o domicili legal a l'estat (exemple, CV 12345).

Els vehicles utilitzats pel Papa i els cardenals porten plaques especials, els caràcters són de color vermell sobre blanc. El papamòbil, per exemple, porta la placa SCV 1.

## Curiositat

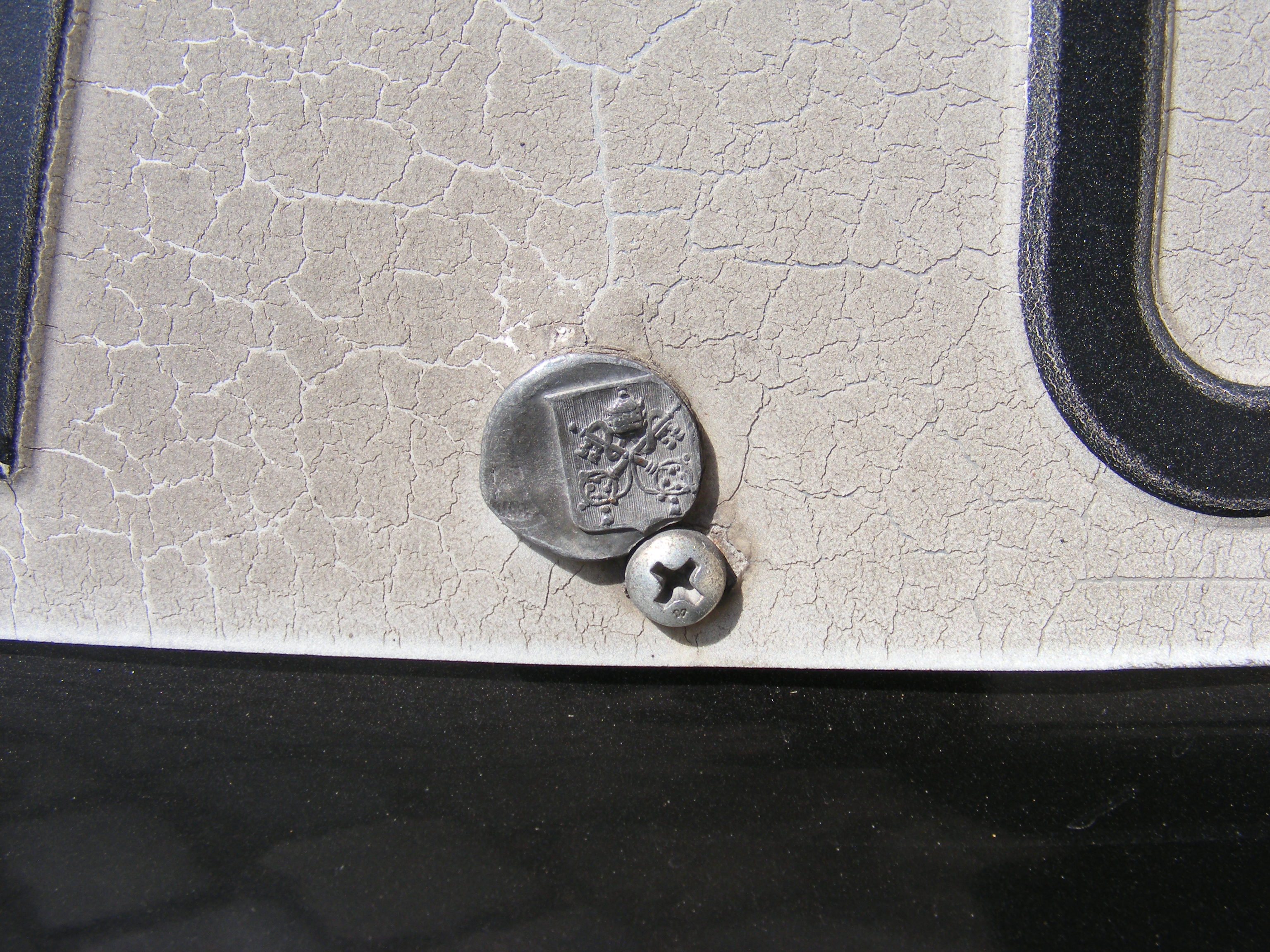
Exemple del segell de plom.

L'article 9 del Reglament, estableix que la placa posterior s'ha de marcar amb un segell especial fet de plom i que porta l'escut de l'estat.

## Tipografia
La tipografia utilitzada és la mateixa que Itàlia i segueix el model DIN 1451 Mittelschrift, tot i que els caràcters són més lleugers i estrets del que estableix la norma. Les principals modificacions són:
- La part superior del 3 és plana i la connexió amb la part central és fa en diagonal.
- El pal vertical del 4 és més curt.
- El pal superior del 5 és més curt i la seva connexió es fa en diagonal.
- El 6 i el 9 seguiexen la segona variant que estableix la norma per aquestes xifres.
- El 7 no porta serifa a la part superior esquerra.

## Mides
Les mides de les plaques pels automòbils són: 486x109 mm (darrere) o 340x115 mm (davant) per les plaques tipus 6 i les motocicletes i ciclomotors: 177x177 mm per les plaques tipus 3. Les mides dels caràcters de la matrícula estan definits per reglament i són:
- Automòbil, placa del darrere: alçada de 80 mm, amplada de 40 mm i un gruix de traç de 10 mm.
- Automòbil, placa del davant: alçada de 57 mm, amplada de 28 mm i un gruix de traç de 6 mm.
- Motocicletes: alçada de 60 mm, amplada de 26 mm i un gruix de traç de 6 mm.